# Sono io
Sono io  è il tredicesimo album del cantautore Raf, pubblicato il 30 giugno 2015 dalla Universal Music Italy. 

## Descrizione
L'album è stato anticipato dal singolo presentato al Festival di Sanremo 2015, Come una favola. Il secondo singolo, Rimani tu, è stato distribuito in radio il 24 aprile. Il terzo singolo, Eclissi totale, ha avuto il suo impatto radiofonico il 10 luglio. Il 2 ottobre è entrato in rotazione radiofonica il quarto singolo, Arcobaleni. L'album, il giorno dell'uscita, ha immediatamente raggiunto la vetta della classifica iTunes. Nella classifica settimanale stilata dalla FIMI ha invece esordito in settima posizione.

## Tracce
1. Eclissi totale
2. Pioggia e vento
3. Rimani tu
4. Rose rosse (Cover di Massimo Ranieri)
5. Con le mani su
6. Come una favola
7. Arcobaleni
8. Sono io
9. Io ti vivo
10. Show Me the Way to Heaven
11. Amore sospeso

## Formazione
- Raf – voce, programmazione, chitarra acustica, chitarra elettrica, basso, percussioni, organo Hammond, xilofono, pianoforte, sintetizzatore
- Cesare Chiodo – basso, cori, programmazione, chitarra, sintetizzatore
- Davide Aru – chitarra acustica, ukulele
- Saverio Grandi – pianoforte, chitarra
- Luca Vicini – basso, programmazione, chitarra, sintetizzatore
- Maurizio Campo – pianoforte
- Valerio Bruno – basso
- Gary Novak – batteria
- Fernando Brusco – tromba, flicorno
- Massimo Dedo – trombone
- Claudio Pizzale – sax
- Bianca Riefoli, Sheu Tanimowo, Yves Nitola, Nelsy Akomor – cori

## Classifiche
| Classifica (2015) | Posizione massima |
| ----------------- | ----------------- |
| Italia            | 7                 |